# Лос-Барріос-де-Луна
Лос-Барріос-де-Луна (ісп. Los Barrios de Luna) — муніципалітет в Іспанії, у складі автономної спільноти Кастилія-і-Леон, у провінції Леон. Населення — 309 осіб (2010).
Муніципалітет розташований на відстані близько 320 км на північний захід від Мадрида, 35 км на північний захід від Леона.
На території муніципалітету розташовані такі населені пункти: (дані про населення за 2010 рік)
- Лос-Барріос-де-Луна: 110 осіб
- Іреде-де-Луна: 14 осіб
- Мальйо-де-Луна: 33 особи
- Мора-де-Луна: 61 особа
- Портілья-де-Луна: 37 осіб
- Сагера-де-Луна: 4 особи
- Вега-де-Кабальєрос: 50 осіб

## Демографія
Динаміка населення (INE ):